# Championnat d'Allemagne de football 1932-1933
Navigation
Meisterschaft
(Verbandsligen)
1931-1932 Meisterschaft
(Gauligen)
1933-1934
La saison 1932-1933 du Championnat d'Allemagne de football était la 26e édition de la première division allemande.
Seize clubs participent à la compétition nationale, il s'agit des clubs de 7 régions d'Allemagne. Le championnat national est disputé sous forme de coupe à élimination directe.
Le Fortuna Düsseldorf remporte la finale en s'imposant face à Schalke 04. C'est le tout premier titre de champion d'Allemagne de son histoire.

## Les 16 clubs participants
- Baltique : SV Hindenburg Allenstein - SV Prussia-Samland Königsberg
- Brandebourg : Hertha Berlin - Viktoria 89 Berlin
- Centre : Dresdner SC - Polizei SV Chemnitz
- Nord : Hambourg SV - SV Arminia Hanovre
- Sud : TSV Munich 1860 - FSV Francfort - Eintracht Francfort
- Sud-Est : Vorwarts Gleiwitz - Beuthen 1909
- Ouest : Schalke 04 - Fortuna Düsseldorf - VfL Benrath

## Compétition
La compétition a lieu sous forme de coupe, avec match simple.

### Premier tour
- Tous les matchs ont eu lieu le 7 mai 1933.

| Équipe 1              | Résultat | Équipe 2                      |
| --------------------- | -------- | ----------------------------- |
| Dresdner SC           | 1 - 2    | SV Arminia Hanovre a.p.       |
| Beuthen 1909          | 7 - 1    | SV Prussia-Samland Königsberg |
| Schalke 04            | 4 - 1    | Viktoria 89 Berlin            |
| Fortuna Düsseldorf    | 9 - 0    | Vorwarts Gleiwitz             |
| Hindenburg Allenstein | 4 - 1    | Hertha Berlin                 |
| FSV Francfort         | 6 - 1    | Polizei SV Chemnitz           |
| Hambourg SV           | 1 - 4    | Eintracht Francfort           |
| VfL Benrath           | 0 - 2    | TSV Munich 1860               |

### Quarts de finale
- Tous les matchs ont eu lieu le 21 mai 1933

| Équipe 1            | Résultat | Équipe 2              |
| ------------------- | -------- | --------------------- |
| SV Arminia Hanovre  | 0 - 3    | Fortuna Düsseldorf    |
| Eintracht Francfort | 12 - 2   | Hindenburg Allenstein |
| Schalke 04          | 1 - 0    | FSV Francfort         |
| TSV Munich 1860     | 3 - 0    | Beuthen 1909          |

### Demi-finale
- Tous les matchs ont eu lieu le 28 mai 1933.

| Équipe 1           | Résultat | Équipe 2            |
| ------------------ | -------- | ------------------- |
| Schalke 04         | 4 - 0    | TSV Munich 1860     |
| Fortuna Düsseldorf | 4 - 0    | Eintracht Francfort |

### Finale
| 11 juin 1933 | Fortuna Düsseldorf | 3 - 0 | Schalke 04 | Cologne                   |
|              |                    |       |            | Arbitrage : Alfred Birlem |

## Bilan de la saison
| Tableau d'Honneur                   |                    |
| Compétition                         | Vainqueur          |
| Championnat d'Allemagne de football | Fortuna Düsseldorf |